# Lonja del Comercio de La Habana

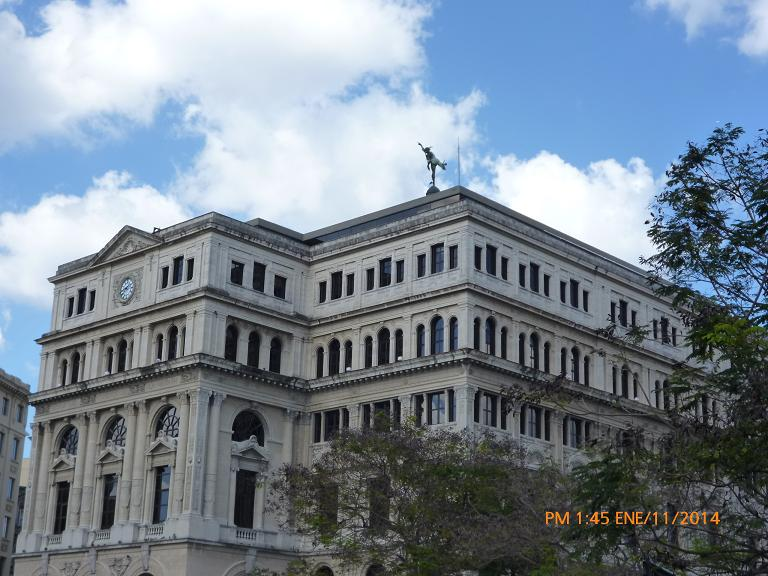
Estatua del Dios Mercurio sobre la cúpula de la Lonja

La Lonja del Comercio de La Habana es un edificio de oficinas situado en la Calle Lamparilla No.2, en la Plaza de San Francisco, en el centro de La Habana Vieja. Su construcción comenzó en 1907 y terminó en 1909, en los terrenos que pertenecían a las familias ricas de los Arostegui y Armona. El imponente edificio fue proyectado por el arquitecto Tomás Mur con la colaboración decisiva de José Toraya, bajo el auspicio de la compañía norteamericana Purdy & Henderson. Es catalogado desde entonces como uno de los proyectos más sobresalientes de los primeros años del siglo XX en Cuba.

## Estructura
De estilo eminentemente renacentista y carácter ecléctico. Su fachada muestra una decoración muy variada. En la cúpula fue colocada una estatua de bronce de Mercurio, dios griego del comercio, que es visible desde la distancia. En el diseño original contaba solo con cinco pisos destinados a bolsa, almacén, oficinas  y otras actividades de la Lonja, con el paso de los años se amplió y se hicieron algunas transformaciones que no supusieron grandes cambios en sus características fundamentales.

## Historia
En un primer momento fue destinada a las oficinas de la Lonja de Víveres de La Habana, que luego se convirtió en la Lonja del Comercio, o sea la Bolsa de valores y la casa de contratación de la ciudad, labor que desempeñó hasta el triunfo de la Revolución cubana, en 1959. Fueron colocadas diversas oficinas y el edificio sufrió cierto abandono.
Después de la apertura de los años 90, se decidió su restauración para convertirlo en novedoso complejo de franquicias en 1995 comenzaron las labores de renovación general por la empresa mixta cubano-española Áurea S.A.
el primer negocio inmobiliario radicado en el lugar fue el producto de la asociación de la Oficina del Historiador de la ciudad y la corporación bancaria española Argentaria.
En los 10 mil metros cuadrados con que cuenta esta construcción que cuenta con sistemas automatizados para localizar intrusos, detectar y prevenir incendios, control central de aire acondicionado, equipamiento computarizado para comunicaciones que lo sitúan como un edificio inteligente; están radicadas empresas nacionales y extranjeras, la embajada del Brasil, agencias de noticias como CNN, y la Emisora Habana Radio.